# Ndu

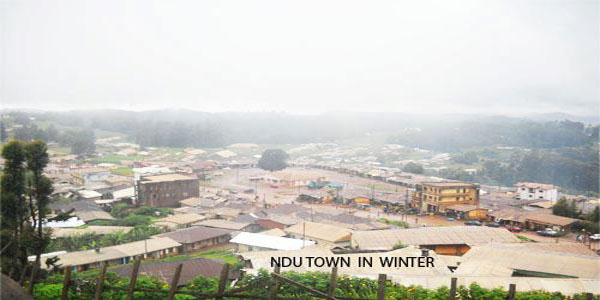
Vue générale en hiver.

Ndu est une commune (Ndu Council) du Cameroun située dans la région du Nord-Ouest et le département du Donga-Mantung. C'est aussi le siège d'une chefferie traditionnelle de 2e degré.

## Population
Lors du recensement de 2005, la commune comptait 73 955 habitants, dont 12 531 pour Ndu Ville.

## Organisation administrative de la commune
Outre la ville de Ndu, la commune comprend les villages suivants :
- Luh
- Mangu
- Mbipgo
- Ndu 1
- Ndu 2
- Ngarum
- Ngulu
- Njifah
- Njimnkang
- Njirong
- Njundip
- Nseh-Makop
- Nsop
- Ntumbaw
- Sehn
- Sinna
- Sop 1
- Sop 2
- Taku
- Talla
- Wowo